# Agar MacConkey

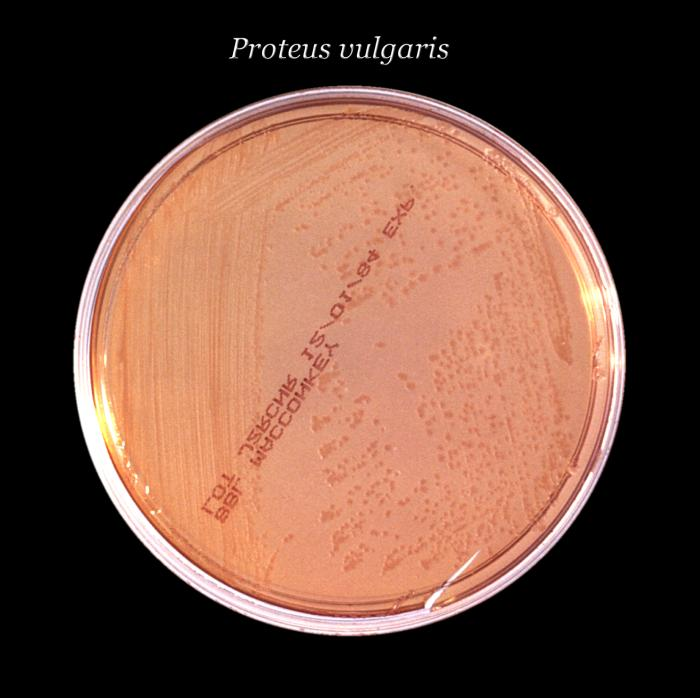
Una placa de MacConkey amb bacteris de Proteus.

L'Agar MacConkey és un medi de cultiu selectiu dissenyat per a la proliferació de bacteris gramnegatius i diferenciar-los amb la fermentació de la lactosa. El medi conté sals biliars, tint de cristall violeta (per a inhibir els grampositius), tint roig neutre (el qual tiny els bacteris que fermenten la lactosa), lactosa i peptona. Alfred Theodore MacConkey el va desenvolupar quan treballava com a bacteriòleg per a la Royal Commission on Sewage Disposal.
Actuant com un indicador de pH, l'agar distingeix aquells bacteris gramnegatius que poden fermentar la lactosa (Lac+) dels que no poden fer-la (Lac–). Utilitzant la lactosa disponible al medi, bacteris Lac+ com Escherichia coli i  Klebsiella produirà àcid, els quals disminuiran el pH de l'agar baix de 6,8 i les colònies generades apareixeran de color roig/rosa. Bacteris Lac– com Salmonella i Shigella no poden emprar lactosa, i utilitzaran però la peptona. Llavors es generarà amoni, que augmentarà el pH de l'agar, i es durà a terme la formació de colònies blanques.
D'aquesta manera, seleccionant els gramnegatius i diferenciant entre enteropatògens com Escherichia coli i Salmonella, l'agar MacConkey és molt utilitzat per a la diagnosi clínica de diarrea i altres enteropatologies. Una variant, l'agar sorbitol-MacConkey, permet l'aïllament i la diferenciació dels serotipus d'E. coli.